# Церковь Николы Гостунского
Це́рковь Нико́лы Госту́нского (Николы Льняного, Николы Мокрого) — православный храм, существовавший в Московском Кремле на восточной границе Ивановской площади, на выходе к ней улицы от Фроловских ворот. Разобран в 1817 году во время расчистки Ивановской площади под плац-парад.
Престол перенесен в Колокольню Ивана Великого и теперь официально эта церковь - в третьем ярусе Успенской звонницы комплекса колокольни Ивана Великого.

## Название
Название «Никола Мокрый» церковь могла получить в честь одноимённой иконы, восходящей к нарративу XI века «Чудо о киевском отрочати» о том, как Николай Чудотворец спас утонувшего в Днепре ребёнка. Икона «Николая Мокрого», которая в настоящий момент почти полностью забыта, считается древнейшей национальной святыней и первой «чудотворной» иконой Киевской Руси.
Название «Никола Льняной» церкви могли дать представители крупного московского купечества, которые разместили её в XV веке в районе своего компактного проживания. Такая практика была распространены в то время. Так, например, в Коломне корпорация купцов-гостей соорудила в местном Кремле церковь Николы Гостинного, покровителя путешествующих и плавающих по морям.
Если первые названия относятся к деревянной церкви, существовавшей до 1503 года, то за каменной церковью, которая была построена на этом же месте, закрепилось название «Никола Гостунский» после того, как великий князь Василий III разместил здесь почитаемую икону из храма Николая Чудотворца на горе Гостуни Белевского уезда недалеко от Тулы. Церковь в Николо-Гастуни дошла до наших дней, однако сильно руинировалась в 2002 году.

## История

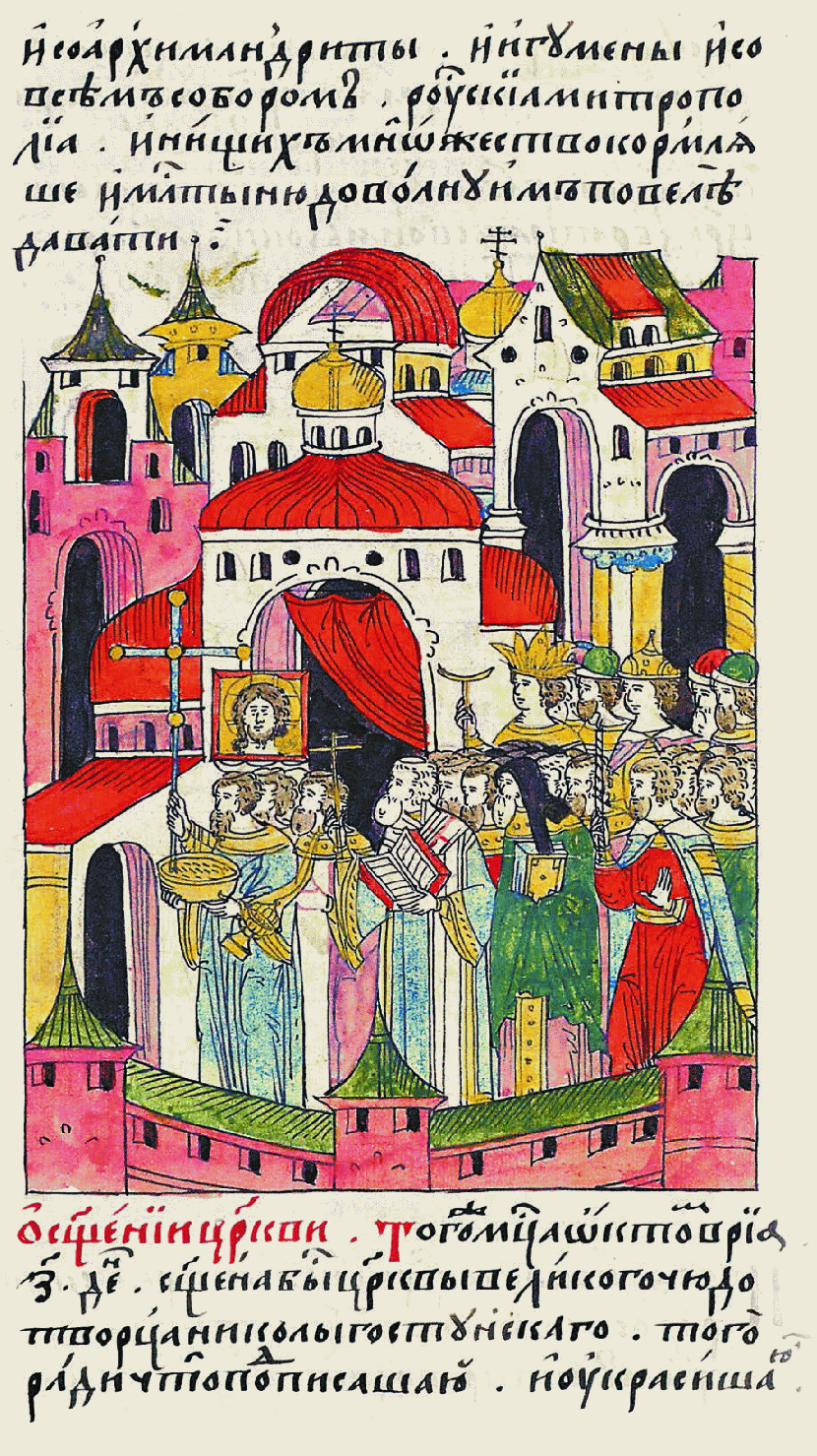
Лицевой летописный свод об освящении церкви при Иване Грозном: «В том же месяце октябре в седьмой день освящена была церковь великого чудотворца Николы Гостунского, потому что расписатли её и украсили её [всякими принадлежносями церковными; а освящена была Макарием, митрополитом всея Руси. Были же на освящении том благоверный царь и великий государь Иван Васильевич всея Руси и с братом своим, с князем Юрием, и с боярами, и множество народа]».

### Деревянная церковь

Фрагмент гравюры 1799 г.

Когда был построен первый деревянный храм, история умалчивает. Первое упоминание о нём зафиксировано в духовной грамоте князя Ивана Юрьевича Патрикеева, в которой рассказывается, что он получил от Ивана III участок «с улицею с Болшою по Николу». Под Большой улицей подразумевается дорога, ведущая от Спасских ворот к Ивановской площади. Это сообщение датируется 1498 годом, но церковь, естественно, была построена раньше.
Николай Карамзин в своей «Записке о московских достопамятностях» полагает, что церковь была построена примерно в 1477 году: «На месте кремлёвской церкви Николы Гостунского (упразднена) было некогда Ордынское подворье, где жили чиновники ханов, собирая дань и надсматривая за великими князьями. Супруга великого князя Иоанна Васильевича, греческая царевна София, не хотела терпеть сих опасных лазутчиков в Московском Кремле, послала дары к жене ханской (около 1477 года) и писала к ней, что она (София), имев какое-то видение, желает создать церковь на Ордынском подворье, просит его себе и даёт вместо оного другое. Жена ханова согласилась; дом разломали, и ордынцы выехали из него;… их уже больше не впускали в Кремль. На развалинах подворья выстроили деревянную церковь Николая Льняного, а при князе Василии Иоанновиче — каменную, Николы Гостунского».
Эту историю впервые рассказал барон Сигизмунд фон Герберштейн в своих «Записках о Московии» (1549 год), однако, как отмечает Иван Забелин, Герберштейн не указал, что на месте дома, в котором жили татары, была построена именно церковь Николы Льняного, а источник Карамзина, на основании которого он пришёл к такому выводу, неизвестен.

### Каменная церковь
Софийская первая летопись описывает постройку каменной церкви следующим образом: «Того же лета (1506 года), июня, повелением князя великого Василья Ивановича, в граде Москве заложиша церковь кирпичну святаго и великаго чюдотворца Николы, идеже стоала старая церковь древяная Николае Лиеной, тако бо из начала именуема; и свершиша ю того же лета».
Вологодско-Пермская летопись уточняет, что церковь была заложена 21 июня 1506 года. Также в ней сообщается, что строительство завершилось за 9 недель, а освящена она была только 1 октября 1506 года митрополитом Симоном. Летопись содержит упоминание, что Василий III «постави в церкви икону старую святаго великаго чюдотворца Николы, украсив ю златом и бисером златым чюдне, юже принести велел отец его князь великий Иван Васильевич от Николы Гостунскаго лета 7011 (1503 года) августа».

### Расположение
На планах, составленных голландским картографом Герритсом Гесселем на рубеже XVII века, церковь Николы Гостунского располагалась вдоль дороги, ведущей от Фроловских (Спасских) ворот в центр Кремля, сразу после Крутицкого и Кирилловского подворий. По бокам от храма стояли: справа двор Федора Ивановича Шереметева, слева — дворы князей Ивана Васильевича Сицкого и Федора Ивановича Мстиславского.
Церковь Николы Гостунского можно найти на так называем «Годуновом чертеже» (1614), Сигизмундовом плане (1610, 1618), плане Мериана (1638), плане из атласа Малле (1683) и других. Однако лишь на Мичуринском плане Москвы (1739) здание впервые было отмечено сноской как соборная церковь Чудотворца Николая. В последний раз церковь была отмечена на плане Москвы 1817 года. В юго-восточной части Кремля её пережила только церковь Константина и Елены.

Расположение на планах Москвы и Кремля
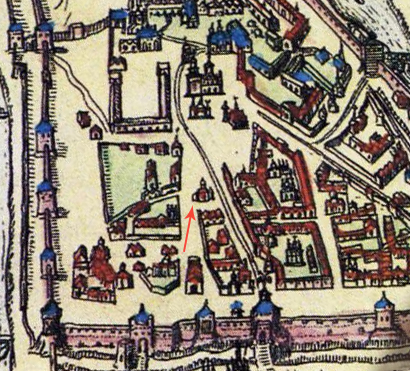
План Москвы Герритса Гесселя (1597 год). Церковь Николы Гостунского отмечена стрелкой.
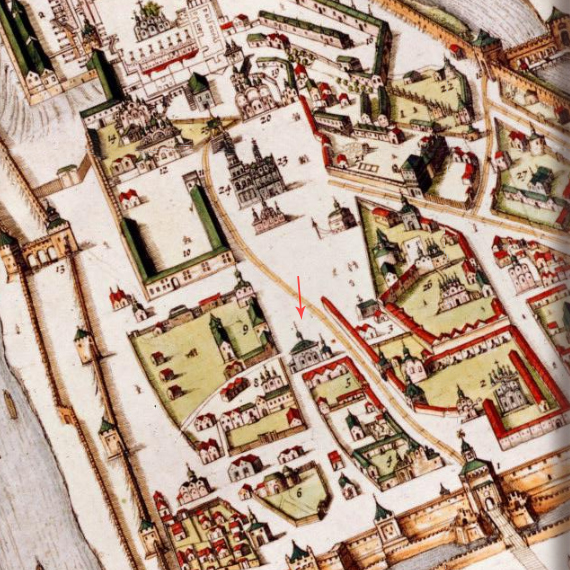
Кремленград. Фрагмент карты, составленной Герритсом Гесселем в 1600 году.
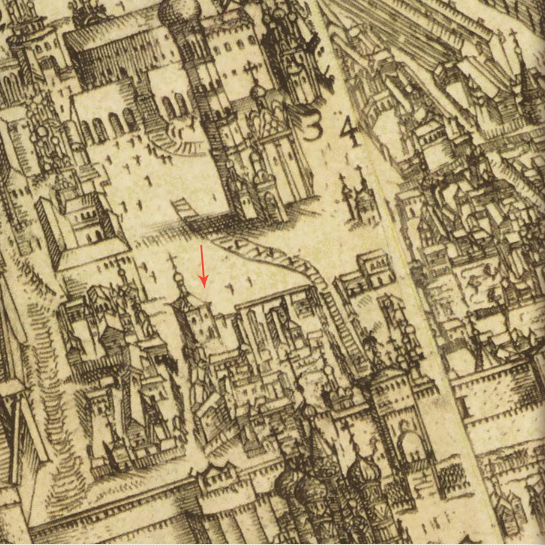
Сигизмундов план Москвы, гравированный в 1610 году.
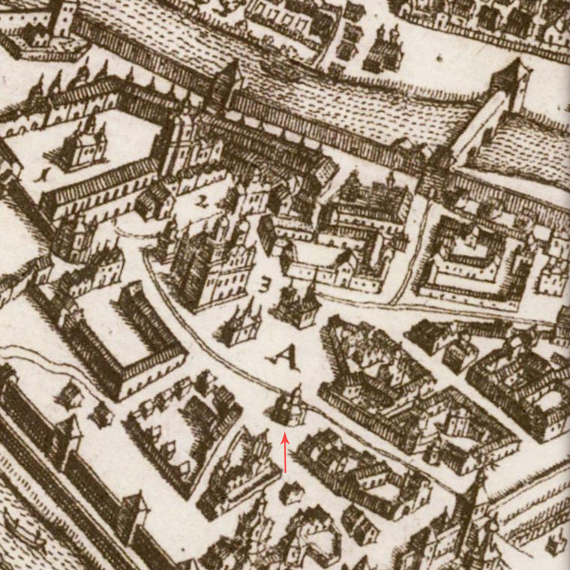
Гравированный на меди план Москвы Маттеуса Мериана (1638 год)
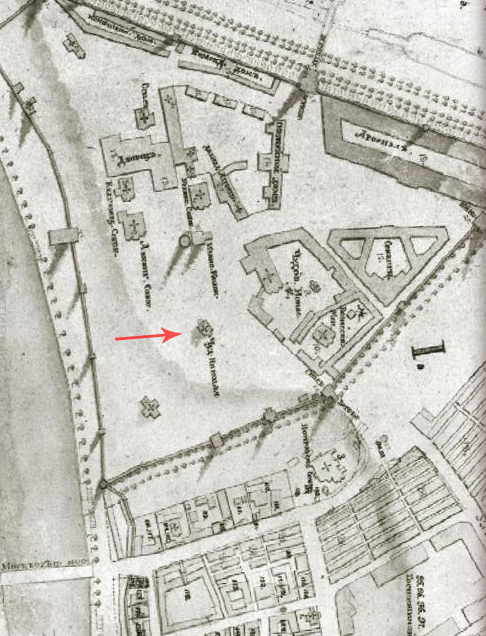
План Москвы 1817 года.

## Архитектура

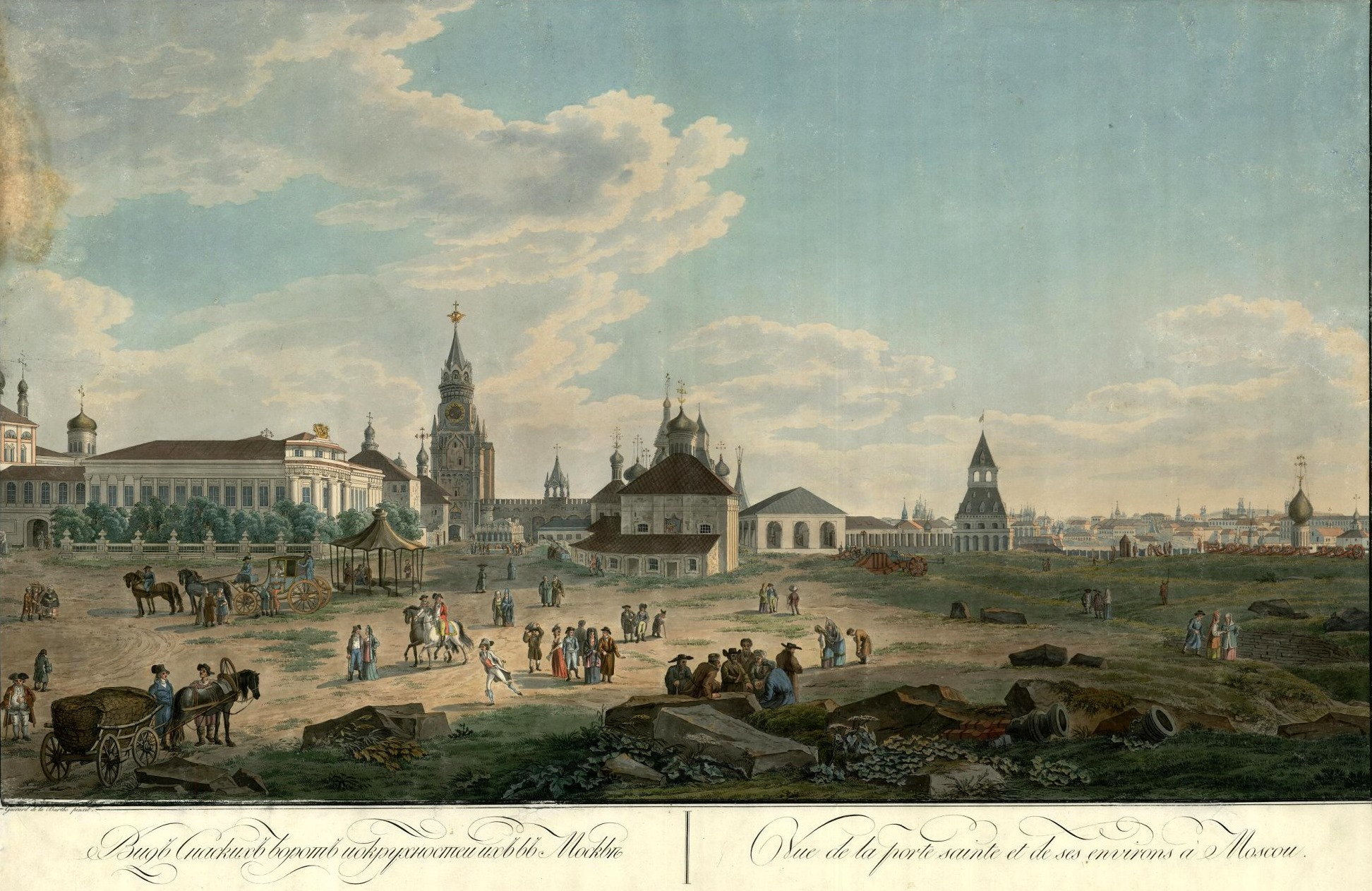
Вид на юго-восточную часть Кремля с церковью Николы Гостунского (в центре). Графика 1799 года.

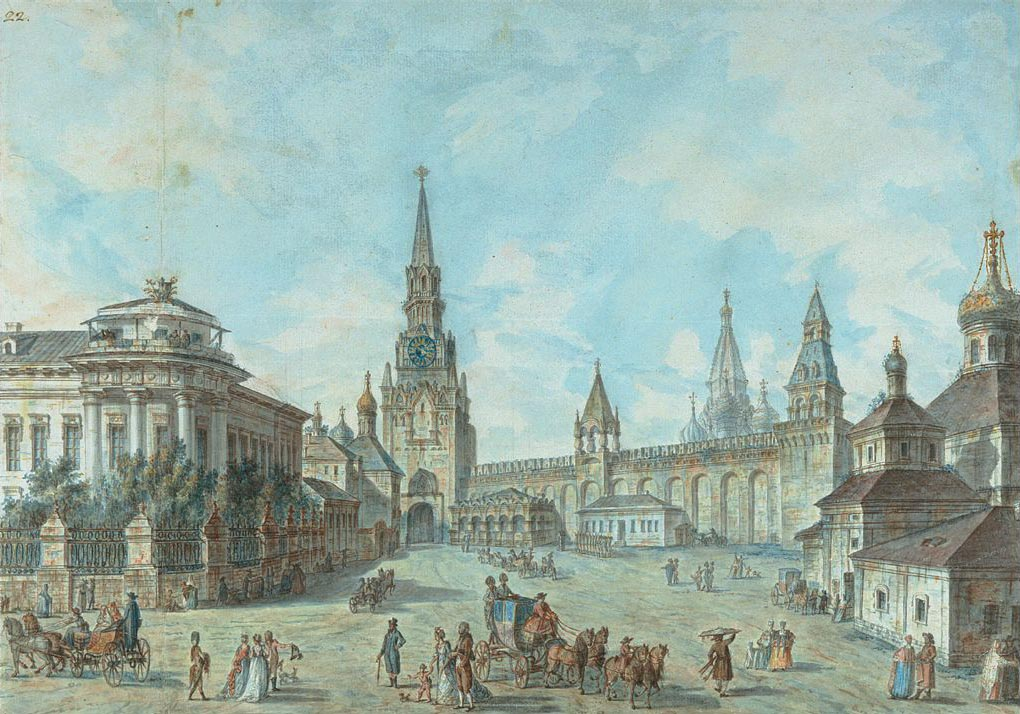
Церковь Николы Гостунского (справа), вид с северо-запада. Акварель мастерской Ф. Я. Алексеева, 1800—1802 гг.

На плане Герритса Гесселя 1600 года церковь Николы Гостунского нарисована очень подробно. На этой карте видны не только три пониженные апсиды церкви, которые занимают среднюю часть фасада, но и отдельный купол у северного придела, который больше не встречается ни на одном дошедшем до нас плане.

## История уничтожения церкви
Остались свидетельства уничтожения храма. В августе 1816 года император Александр I посетил Кремль, он остался крайне доволен его внешним видом, так как император хотел привезти в первопрестольную прусского короля Фридриха Вильгельма III, большого любителя военных парадов. Главнокомандующий Москвы граф Тормасов обеспокоился, что древний Гостунский храм помешает проведению парадных торжеств. Идею сноса Никольского храма для расчистки места под плац предложил граф Тормасов и сказал о ней митрополиту Августину, в начале последний даже вспылил на него. Потом Августин дал согласие при условии, что снос древнего храма произведут за одну ночь. Ночное время было выбрано для того, чтобы москвичи не видели уничтожения церкви. Тормасов уверил, что «за ночь не останется ни камешка». В октябре 1816 года вышло высочайшее соизволение от императора Александра том, что Николо-Гостунский храм следовало разобрать как «по местоположению своему и по бедности архитектуры делающий безобразие Кремлю». Сказанное Тормасовым было исполнено. На разборку направили полк солдат под командованием генерал-лейтенанта Августина Бетанкура, и за одну августовскую ночь 1817 года Никольский храм был разобран. Его камень отдали Вознесенскому монастырю, для строительства в нём церкви святой великомученицы Екатерины; место на Ивановской площади занял плац для парадов.
Москвичи очень сожалели о сносе древнего храма. Забелин сокрушался по поводу таких «приёмов обращения с древними памятниками».
Дьяконом в храме Николы Гостунского был первопечатник Иван Фёдоров.
В этом храме находилось первоначальное место погребения святителя Германа, архиепископа Казанского и Свияжского.